# Halyna Mesenzewa
Halyna Heorhijiwna Mesenzewa (ukrainisch Галина Георгіївна Мезенцева; * 12. September 1923 in Kiew, Ukrainische SSR; † 24. November 1997, Toronto, Kanada) war eine sowjetische Archäologin, Museologin und Hochschullehrerin. Schwerpunkt ihrer Arbeit war die Erforschung der Geschichte der Alten Rus. Sie verfasste mehr als 100 Publikationen.

## Leben und Werk
Mesenzewa stammt aus einer Familie von Angestellten. Sie absolvierte 1946 die Fakultät für Geschichte der Taras-Schewtschenko-Universität in Kiew und studierte anschließend bis 1949 an der Graduiertenschule der Universität am Institut für Archäologie. 1950 verteidigte sie in Moskau ihre Dissertation zum Kandidaten der Wissenschaften über das Thema „Terrakotten von Olbia und ihre Bedeutung als historische Quelle“. Betreuer der Arbeit war Lasar Moissejewitsch Slawin. Sie habilitierte sich 1969, basierend auf ihren archäologischen Forschungen in der Region Kanew mit einer Arbeit zum Thema „Die altrussische Stadt Roden: Knjascha Gora“.
1950–1976 arbeitete sie an der Abteilung für Archäologie und Museologie an der Taras-Schewtschenko-Universität. 1950 bis 1959 war sie Dozentin, von 1959 bis 1970 außerordentliche Professorin und von 1970 bis 1976 Professorin. Sie unterrichtete in den Fächern „Archäologie der Kiewer Rus“, „Alte Slawen“, „Geschichte und Theorie der Museumsarbeit“ und Lokalgeschichte. Von 1976 bis 1986 arbeitete sie in der Abteilung für die nordwestliche Schwarzmeerregion des Instituts für Archäologie der Akademie der Wissenschaften der Ukrainischen SSR, wo sie die Forschung zu slawischen Denkmälern in diesem Gebiet, insbesondere in der Stadt Belgorod-Dnistrowski, initiierte. Sie unterrichtete außerdem an der Universität Odessa zu den Themen „Archäologie der alten Rus“, „Kultur der Kiewer Rus“ und „Museologie“. Ab 1986 war sie leitende wissenschaftliche Mitarbeiterin der altrussischen Abteilung des Instituts für Archäologie der Akademie der Wissenschaften der Ukrainischen SSR.
Erste Erfahrungen als Archäologin sammelte sie bei Ausgrabungen an der Kiewer Sophienkathedrale unter Leitung von Michael Karger. Sie trug zu dessen „Arbeiten Kulturgeschichte des Alten Russlands“ (История культуры Древней Руси) und „Das Alte Kiew“ (Древний Киев) bei. Mesenzewa forschte über antike Siedlungen in der nördlichen Schwarzmeerregion, die Siedlungen um Kanew sowie die altrussischen Städte Kiew, Roden, Belgorod-Kijewski und Belgorod-Dnistrowski. Sie nahm an mehreren archäologischen Expeditionen teil: Porosje (1946), Olbia (1947–1948), Groß-Kiew (1949–1950) und Tschernigow(1956). Selbst leitete sie 26 archäologische Expeditionen, darunter Kanew (1957–1964), Belgorod-Kijewski (1965–1975) und Belgorod-Dnistrowski (1977–1983).
Besondere Verdienste erwarb sich Mesenzewa auch im Bereich der Museologie. Ihr 1980 auf Grundlage ihrer Vorlesungen erschienenes Buch Музеєзнавство (Museologie) galt in der Sowjetunion für fast ein Jahrzehnt als Standardwerk für die Ausbildung von Museologen.
Mesenzewa war mit dem Architekten Ihor Wolodymyrowytsch Mesenzew verheiratet. Ihr gemeinsamer Sohn Wolodymir ist ebenfalls Archäologe, die Tochter Oleksija Künstlerin.
Während des Zerfalls der Sowjetunion emigrierte sie 1991 nach Toronto, wo sie sich weiter der Publikation von Forschungsergebnissen der Kiewer Rus widmete. Sie starb 1997 und ist auf dem Friedhof der orthodoxen Gemeinde in Toronto beerdigt.
Mesenzewa erwarb sich besondere Verdienste um die Publizierung archäologischer Forschungsergebnisse. Sie verfasste populärwissenschaftliche Artikel und Drehbücher für elf populärwissenschaftliche Filme.

## Publikationen (Auswahl)
- Галина Георгиевна Мезенцева: Музеи Украины. Hrsg.: Андрей Александрович Введенский. Ки́евский университе́т, Киев 1959 (russisch).
- Николай Николаевич Бондарь, Галина Георгиевна Мезенцева, Лазарь Моисеевич Славин: Нариси музейної справи. Видавництво Київського університету, Київ 1959 (ukrainisch, gov.ua [PDF]).
- Галина Георгиевна Мезенцева: Канівське поселення полян. In: Алла Трофимовна Смиленко (Hrsg.): Український історичний журнал. Nr. 11. Інститут історії України НАН України, 1966, ISSN 0130-5247 (ukrainisch, Digitalisat [PDF]).
- Галина Георгіївна Мезенцева: Древньоруське місто Родень: Княжа Гора. Видавництво Київського університету, Київ 1968 (ukrainisch, Digitalisat).
- Галина Георгіївна Мезенцева: Про топографію стародавнього Білгорода. In: Український історичний журнал. Nr. 8. Інститут історії України НАН України, Київ 1968, S. 114–117 (ukrainisch, Digitalisat).
- Залізні вироби з стародавнього Білгорода. In: Археологія. Nr. 14. Институт археологии АН УССР, 1974, ISSN 0235-3490, S. 73–81 (ukrainisch).
- Галина Георгіївна Мезенцева: Музеєзнавство. Вища школа, Київ 1980 (ukrainisch).

- Галина Георгіївна Мезенцева: Скульптура. у 6-х томах. In: Николай Платонович Бажан, Анна Аркадьевна Скрипник (Hrsg.): Історія українського мистецтва. Band 1. Академія наук УРСР, Київ 1966, S. 224–245 (ukrainisch).[A 1]
- Галина Георгіївна Мезенцева: Дослідники археології України: Енциклопедичний словник-довідник. Hrsg.: Владимир Петрович Коваленко. Сіверянська думка, Чернігів 1997, ISBN 966-02-0233-4 (ukrainisch, Digitalisat [PDF]).

## Filmografie
- „У истоков Киевской Руси“ –  „An den Ursprüngen der Kiewer Rus“, 3 Teile, Kiew, 1964
- „Древній Київ“,  –  „Altes Kiew“, 1. Teil, Kiew, 1971
- „З глибин віків“, –  „Aus den Tiefen der Zeitalter“, Teile 2–3, Kiew. 1971
- „Час залишає сліди“, – „Die Zeit hinterlässt Spuren“, 4. Teil, Kiew, 1972
- „Свідки минулого“,   – „Zeugen der Vergangenheit“, Kiew, 1973
- „Древній Білгород“, – „Altes Belgorod“ Teile 1–3, Kiew, 1970–73
- „Місто над Десною“ (Чернігів) – „Stadt an der Desna“ (Tschernigow), Teile 1–2, Kiew, 1974